# ائتلاف بلو داگ
ائتلاف بلو داگ (انگلیسی: Blue Dog Coalition) که به بلو داگ‌ها یا دمکرات‌های بلو داگ مشهور است، فراکسیونی از نمایندگان مجلس نمایندگان آمریکا از حزب دموکرات ایالات متحده آمریکا که خود را میانه رو و محافظه‌کار می‌دانند. این ائتلاف مدعی استقلال از رهبری هر دو حزب است و بر امنیت ملی و آمادگی دفاعی تاکید دارد. 

## تاریخچه
این ائتلاف در سال ۱۹۹۵ تأسیس شد تا پس از شکست دمکرات‌ها در انتخابات ۱۹۹۴ کنگره، به اعضای محافظه کارتر حزب دمکرات صدای واحدی بدهد. عضویت در این ائتلاف افول شدیدی داشته و هم‌اکنون در کنگرهٔ ۱۱۴ام به ۱۴ عضو رسیده است.
ائتلاف بلوداگ  در انتخابات میان دوره ای سال ۲۰۱۰ متحمل خسارت های جدی شد و بیش از نیمی از کرسی های خود را در برابر جمهوری خواه از دست داد. اعضای آن که تقریباً یک چهارم از اعضای حزب دموکرات در کنگره صد و یازدهم بودند ، نیمی از کرسی های از دست رفته را در انتخابات میان دوره ای را به خود اختصاص دادند.  تعداد نمایندگان اتلاف بلوداگ در مجلس از ۵۴ عضو در سال ۲۰۰۹ به ۲۶ عضو در سال ۲۰۱۱ کاهش یافت. دو نفر از چهار رهبر ائتلاف (استفانی هرتث سندلین و بارون هیل) کرسی های خود را به رقبای جمهوری خواه واگذار کردند.
در انتخابات سال ۲۰۱۶ ، نمایندگان بلو داگ بیش از نیمی از کرسی های جدید دموکرات ها در مجلس را به خود اختصاص دادند. در سال ۲۰۱۸ ، برای اولین بار از سال ۲۰۰۶ ، کمیته مبارزات انتخاباتی دموکرات ها درکنگره با Blue Dog PAC (سازمان سیاسی ائتلاف بلو داگ) برای جذب نامزدها در حوزه های رقابتی در سراسر کشور همکاری کرد. پس از انتخابات مجلس نمایندگان سال ۲۰۱۸ ، این گروه از ۱۸ عضو به ۲۷ عضو افزایش یافت. همه اعضا مجدداً انتخاب شدند و نماینده كیرستن ساینما از ایالت آریزونا به مجلس سنا راه یافت. همچنین در انتخابات ۲۰۱۸, یازده عضو جدید نمایندگان جمهوری خواه را در حوزه هایی    که پیش از آن به دونالد ترامپ رای داده بودند, شکست دادند .